# Birkö
Birkö är en ö i Sankt Anna socken, Söderköpings kommun, öster om Aspöja. Ön har en yta av 24 hektar.
Birkö lydde tidigare under Aspöja, i samband med laga skifte 1860 flyttade en familj ut och bosatte sig på ön. Samma familj ägde och bebodde 2012 ännu gården, även om jordbruket upphörde på 1960-talet. Fisket har dock fortsatt. En bearbetningsbyggnad för omhändertagande av fisk har uppförts på Birkö i samarbete med Kustlaboratoriet i Öregrund. Ett fritidshus finns även på ön. 